# Pleopeltis bampsii
Pleopeltis bampsii är en stensöteväxtart som beskrevs av Pichi-serm. Pleopeltis bampsii ingår i släktet Pleopeltis och familjen Polypodiaceae. Inga underarter finns listade.